# Angel Grave
Vous pouvez aider à l'améliorer ou bien discuter des problèmes sur sa page de discussion.
- Certaines informations devraient être mieux reliées aux sources mentionnées dans la bibliographie ou les liens externes. Améliorez sa vérifiabilité en les associant par des références. (Marqué depuis février 2020)
- Il est orphelin : moins de trois articles lui sont liés. Aidez à ajouter des liens en plaçant le code [[Angel Grave]] dans les articles relatifs au sujet. (Marqué depuis février 2020)

Pour les articles homonymes, voir Grave.
Angel Grave, né le 13 avril à León (Mexique), est un créateur de mode mexicain et directeur créatif de la marque homonyme Angel Grave.

## Biographie
Après son enfance à León, il s'installe avec ses frères à Mexico en 1986 pour poursuivre ses études; pendant cette période, il vivra avec ses grands-parents, tailleur et couturière de leur profession, qui lui inculqueront la vocation de son futur métier de mode. Plus tard, il entrera à l'université pour poursuivre une carrière en comptabilité et finance.
Dès la fin de sa carrière, il a travaillé comme financier dans différentes entités bancaires.
En 2012 il décide de quitter le monde bancaire pour revenir à la profession de ses aïeuls, en commençant la carrière de modéliste et styliste de mode au campus de Mexico de l'Institut de Mode Burgo (Milan) (it).
Plus tard, il y deviendra professeur puis coordinateur scolaire.
Parallèlement, Angel Grave avait démarré son entreprise de mode depuis 2013 en créant la marque qui porte son nom et en présentant sa première collection (Automne-Hiver 2014) cette année lors du « Mexican Fashion Show » au Spoke Club de Toronto (Canada).
Actuellement il fait partie des stylistes mexicains qui saison après saison présentent leur collection ayant déjà une notoriété dans le monde de la mode au Mexique. Il fait partie depuis 2019 de la délégation au Mexique de « The Fashion Group International ».

## Autres projets
En 2018 Angel Grave participe à la création d'un espace collaboratif situé à Mexico (Colectivo Creativo de Moda) pour les métiers liés à la mode tels que tailleurs, modélistes, stylistes mais aussi bijoutiers, photographes ou publicistes qui y trouvent un appui pour le développement de leur profession. 

## Collections
- Printemps Été 2013

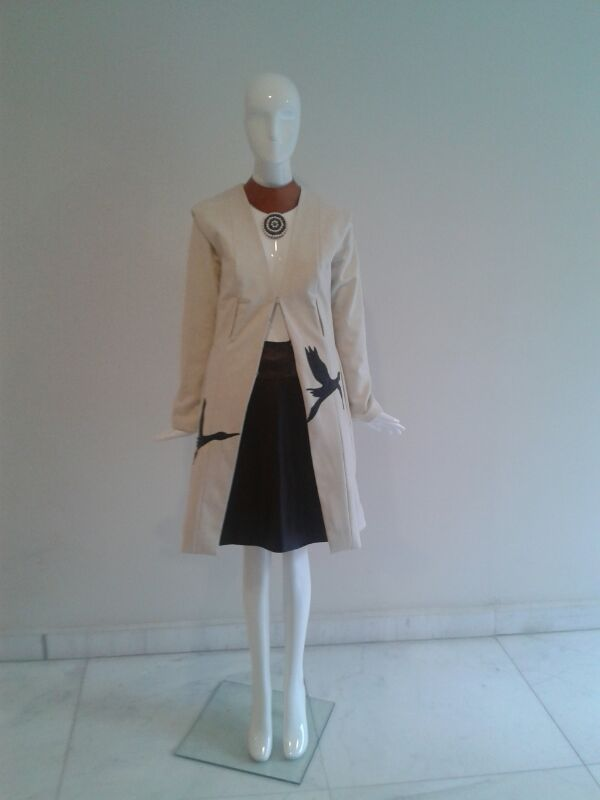
Manteau de la collection Automne-Hiver 2013 motifs d'inspiration otomi

- Automne-Hiver 2013 : Mexican Inspiration, Special edition, présentée au Défilé de mode mexicain au Spoke Club de Toronto (Canada) en août 2013[1] et au IM trend Zone au salon Intermoda de Guadalajara (Mexique)en janvier 2014.
- Collection B-Side
- Printemps-Été 2014 : Traslucida, présentée au défilé Vallarta Fashion Awards à Puerto Vallarta (Mexique) en avril 2014
- Automne-Hiver 2014 : Star-Wars, présentée au défilé Intermoda[4] à Guadalajara (Mexique) en juillet 2014 et à la plateforme Google+ Fashion 2014 à Mexico[5].
- Printemps-Été 2015 : Simple, présentée au défilé Intermoda à Guadalajara (Mexique) en janvier 2015.
- Automne-Hiver 2015 : Modo Avión, présentée au défilé Intermoda à Guadalajara (Mexique) en juillet 2015.
- Printemps-Été 2016 : Alma Latina présentée lors de Minerva Fashion à Guadalajara (Mexique) en octobre 2015
- Automne-Hiver 2016 : Revival
- Printemps-Été 2017 : Truth Beauty, présentée à la Fashion Week de Mercedes-Benz à Panama en octobre 2016[6] avec la participation de la chanteuse panaméenne Yomira John ; et à l'Hôtel W à Mexico en novembre 2016
- Automne-Hiver 2017 : San Carlos
- Printemps-Été 2018 : Paint Brush, présentée lors du défilé Yo Soy à Guadalajara en novembre 2017 et sur le podium du défilé Experiencia Moda Premio - La semanita no oficial de la moda mexicana à Mexico en février 2018[7]
- Automne-Hiver 2018 : Reediciones
- Printemps-Eté 2019 : Expresiones
- Croisière 2019 : Rosé
- Automne-Hiver 2019 : Sin Fronteras, présentée à la passerelle de la première édition de La Baja está de Moda à Tijuana (Mexique) en juillet 2019[8],[9].
- Printemps-Eté 2020 : Aventura, présentée à la semaine de la mode de Mexico (Mercedes Benz Fashion Week - Mexico) en octobre 2019 conjointement avec d'autres stylistes issus de son école Istituto di Moda Burgo - Mexico[10],[11],[12]

## Participations
- Première expo de mode mexicaine à Barcelone, en Mars 2013 où Angel Grave présenta un corset tissé à la main[13].
- Concours Vogue Who's on Next 2015 (Vogue Mexique-Amérique Latine), parmi les 15 demi-finalistes[14].
- Concours Vogue Whos'on Next 2017 (Vogue Mexique-Amérique Latine), parmi les 12 demi-finalistes [15].
- Concours Vogue Whos'on Next 2018 (Vogue Mexique-Amérique Latine), parmi les 6 finalistes[16].